# 李君羡
李君羡（592年—648年8月7日），字遵礼，洺州武安县人，唐朝官员。

## 生平
开始在李密属下，后来成为王世充的骠骑。因他厌恶王世充的为人，率领他的部属归附唐高祖，唐朝授他上轻车都尉。秦王李世民以他为左右，他跟随秦王破宋金刚于介休，加官骠骑将军，赐给他宫人、缯帛。从讨王世充，为马军副总管。王世充子王玄应自武牢运粮入洛阳，李君羡俘获他的军队，王玄应逃走。又随军破窦建德、刘黑闼，每战必单骑先锋破阵，唐太宗即位，授他为左卫府中郎将。突厥大军至渭桥，李君羡与尉迟敬德将他们击破。唐太宗道：“使皆如君羡者，虏何足忧！”改为左武候中郎将，封武昌郡公，驻守在玄武门。在军中读书不休，唐太宗嘉劳他。历任兰州都督、左监门卫将军。贞观八年（634年）跟随段志玄讨伐吐谷浑。
贞观初年，太白星多次白天出现，太史占卜曰：“女三昌（女主昌）”。又有谣言：“当有女武王者”。唐太宗召集武官在内宫宴会，作酒令，都说出自己的小名。李君羡自称小名“五娘子”，唐太宗愕然笑道：“哪里的女子，如此勇猛！”又因为李君羡時任“左武衛將軍”、值“玄武門”、封“武昌郡公”、為“武安人”；官邑属县皆有“武”字，开始猜忌他。不久，派他出京任华州刺史。贞观二十二年（648年），御史弹劾李君羡与妖僧道信暗中勾结，将图谋不轨，唐太宗下诏诛杀了他。李君羡于七月壬辰（648年8月7日）被杀，时年虚岁五十七。
天授二年（691年），他的家属向当时已成為女皇帝的武则天诉冤，武则天为了证明自己有天命，下诏追复李君羡官爵，于圣历三年五月十二日（700年4月5日）以礼改葬于城南龙门乡。

## 家庭

### 曾祖
- 李洪，北周虎牙将军[1]

### 祖父
- 李虔，隋朝泗州刺史[1]

### 夫人
- 赵氏[1]

### 子女
- 李义元，武周水衡都尉[1]
- 李义协

## 影视形象
- 电视剧《至尊红颜》中赵文卓饰男主角李君羡。剧中将李君羡与唐高祖太子李建成幼子李承义设定为一人，并设定了其与武媚娘相恋及唐太宗因玄武门之变而追悔，临终立下遗诏传位李君羡、李君羡在得到众人拥戴之际因不愿天下大乱而自刎等情节，对历史的改动较大。

## 延伸阅读
[在维基数据编辑]
 《新唐書·卷094》，出自《新唐書》